# Европейская лига W5
Европейская лига W5 (W5 European league) — серия турниров по правилам профессионального кикбоксинга, проходящая на территории стран Восточной Европы, с участием сильнейших спортсменов мирового уровня. Организатором серии выступает Мировая версия W5 совместно с сетью игорных домов «Ребай Старс» (англ. «Rebuy Stars»).

## Концепция серии
Европейская лига W5 — выделенная серия турниров, которая не входит в общую сетку Гран-при W5. Однако спортсмены, участвующие в Европейской серии, также получают рейтинговые баллы в W5 и имеют право претендовать на титулы W5.
Мероприятия Европейской лиги W5, как и все турниры W5, имеют не только спортивный, но и светский характер. Это культурные события, направленные на популяризацию здорового образа жизни и пропаганду активной жизненной позиции, чего позволяет достичь участие в файт-картах топовых бойцов, имеющих широкое влияние и популярность в своих странах.
Одной из целей Лиги также заявлено выявление новых имен из числа молодых и перспективных спортсменов.
Турниры серии проходят под общим девизом «Удача сопутствует смелым» (англ. «Fortune favours the brave»), а также имеют общую рейтинговую сетку.
Каждое событие проходит на территории игорных домов «Rebuy Stars», являясь открытым мероприятием, где может присутствовать любой желающий. Исключение составляет выкупаемая ВИП-зона.
Всего в 2016 году запланировано 4 турнира Европейской серии W5 на территории двух стран: Хорватии и Словакии.

## Первый турнир серии
Первый турнир серии прошёл 4 июня в Загребе, Хорватия. Он был показан в записи на Спортивном телевидении Хорватии (SPTV), которое принадлежит Олимпийскому комитету Хорватии.
В рамках турнира в Загребе был разыгран пояс чемпиона Европы по версии W5 между известнейшим хорватским бойцом Агроном Претени и представителем Румынии Богданом Настасе. Претени победил единогласным решением судей по итогам пяти раундов. Изначально соперником Агрона Претени должен был стать Миран Фабиан, однако он отказался от поединка за несколько недель до боя.

### Результаты первого турнира
| Категория                     |                  |      |                   | Способ                | Раунд |  |
| Титульный бой, чемпион Европы |                  |      |                   |                       |       |  |
| до 85 кг                      | Агрон Претени    | поб. | Богдан Настасе    | единогласное решение  | 5     |  |
| Супербои                      |                  |      |                   |                       |       |  |
| до 71 кг                      | Владислав Туйнов | поб. | Лука Томич        | Единогласное решение  | 3     |  |
| до 77 кг                      | Жасмин Байрович  | поб. | Якуб Гаждик       | нокаут                | 3     |  |
| Рейтинговые бои               |                  |      |                   |                       |       |  |
| до 67 кг                      | Габор Горбикс    | поб. | Денис Бартол      | Единогласное решение  | 3     |  |
| до 57 кг, женщины             | Аня Фукс         | поб. | Илсюри Хендриксе  | Единогласное решение  | 3     |  |
| до 63,5 кг                    | Андрей Кедвеш    | поб. | Михал Кролик      | Раздельным решением   | 3     |  |
| до 87 кг                      | Лука Симич       | поб. | Эрон Аземи        | Нокаут                | 1     |  |
| до 72,5 кг                    | Сергей Чадин     | поб. | Никола Црвенкович | единогласным решением | 3     |  |

## Второй турнир
Второй турнир Европейской лиги W5 прошел 18 июня в словацкой Прьевидзе, то есть уже через две недели после премьерного события.
Интересным фактом можно считать, что из-за низкого потолка в помещении казино, где проводился турнир, пришлось изготовить специальный ринг, который ниже обычного почти на 60 см. Это было сделано из соображений безопасности, так как рост некоторых спортсменов-бойцов достигал двух метров.
В главном поединке вечера сразились пользующийся широкой популярностью в Словакии боец Владимир Идрани, отец которого впервые стал развивать кикбоксинг как вид спорта в Словакии, и известный голландский кикбоксер Даррил Сихтман. Бой проходил в категории до 81 кг.
Также на турнире в Прьевидзе известнейший молодой российский кикбоксер Владислав «Орловский бриллиант» Туйнов потерпел второе поражение в своей профессиональной карьере. По итогам экстра раунда раздельным решением судей победа была присуждена его сопернику из Словакии Милану Палесу.

### Результаты второго турнира
| Категория         |                   |      |                   | Способ                           | Раунд |  |
| Супербои          |                   |      |                   |                                  |       |  |
| до 85 кг          | Владимир Идрани   | поб. | Даррил Сихтман    | единогласное решение             | 3     |  |
| до 71 кг          | Милан Палеш       | поб. | Владислав Туйнов  | раздельное решение, экстрараунд  | 4     |  |
| 95+               | Мартин Пацас      | поб. | Тарик Хбабез      | нокаут                           | 2     |  |
| Рейтинговые бои   |                   |      |                   |                                  |       |  |
| до 104 кг         | Радован Кулла     | поб. | Михал Янацек      | нокаут                           | 2     |  |
| до 72,5 кг        | Марко Адамович    | поб. | Максим Сподаренко | Единогласное решение             | 3     |  |
| до 65 кг, женщины | Теодора Маниц     | поб. | Вероника Цмарова  | Единогласным решением            | 3     |  |
| до 81 кг          | Патрик Видаковикс | поб. | Милан Кратохвила  | Технический нокаут, первый раунд | 1     |  |
| до 71 кг          | Никола Цимеша     | поб. | Пьяпонг Тавимуанг | Единогласное решение             | 3     |  |

## Европейская лига W5 в 2016 году
Мировой версией W5 уже анонсирована финальная версия файт-карты турнира в Зволене, который пройдёт 10 сентября. Также в 2016 году запланирован ещё один турнир в Кошице, который пройдёт 12 ноября.